# Yaa Ntiamoa-Baidu
Yaa Ntiamoa-Baidu (parfois Yaa Ntiamoah Badu), est une zoologiste et professeure d'université ghanéenne. Spécialiste des questions environnementales, elle participe à la fondation de la Ghana 
Wildlife Society, et au Centre for African Wetlands. Elle est nommée présidente du Millennium Development Authority (en) en 2017. 

## Biographie
Yaa Ntiamoa-Baidu fait ses études secondaires à la St. Monica's Senior High School, puis à la Konongo Odumase Senior High School. Elle commence ses études supérieures à l'université du Ghana, où elle obtient son diplôme de zoologie en 1975,. Elle réalise ensuite un doctorat à l'université d'Édimbourg en 1980,. Elle enseigne au département de zoologie de l'université du Ghana, comme maître-assistante en 1985, puis professeure associée en 1995. En 2003, elle est nommée professeure titulaire. Elle est directrice du département de zoologie de 1995 à 1998, et doyenne de la School of Research and Graduate Studies de 2008 à 2010. 
Elle suit les questions liées à la recherche, l'innovation et le développement au conseil de l'université et dirige le centre pour les zones humides d'Afrique jusqu'à sa retraite académique en juillet 2011.

## Présidence du Millennium Development Authority
Le 13 mars 2017, elle est nommée pour cinq ans à la tête du Millennium Development Authority. Cet organisme ghanéen travaille en lien avec le Millennium Challenge Account américain pour l'amélioration de la production d'électricité et de l'approvisionnement des entreprises et des particuliers dans le pays.

## Publications en français
- « La faune d'Afrique de l'Ouest. Une ressource naturelle menacée », in Unasylva, 1987, no 39, p. 27-35
- « Les oiseaux nuisibles en Afrique Occidentale », in Nature et Faune, 1988, 5 (2), p. 10-15
- Wildlife and food security in Africa, Rome, FAO, 1997, 109 p., en français La faune sauvage et la sécurité alimentaire en Afrique, Rome, FAO, 1998, [lire en ligne]

## Distinctions
- 1995 : médaille de la Royal Society for the Protection of Birds
- 1996 : Ordre de l'Arche d'or[4]
- 2005 : membre de l'Académie des arts et sciences ghanéenne[2]
- 2010 : Distinguished Award for Meritorious Service, université du Ghana
- 2015 : Women of Excellence Award[4]